# Mauna Kea
El Mauna Kea (/ˌmɔːnə ˈkeɪ.ə/ o /ˌmaʊnə ˈkeɪ.ə/) és un volcà inactiu de l'illa de Hawaii. El seu pic és a 4.207,3 metres sobre el nivell del mar, pel que és el punt més alt a l'estat de Hawaii. La major part del volcà és submergida i, si es mesura des de la base oceànica, el Mauna Kea és la muntanya més alta del món, mesurant més de 10.000 metres d'altitud.
El Mauna Kea té aproximadament un milió d’anys i ha passat per tant a l'etapa de blindatge més activa fa centenars de milers d’anys. En el seu estat postblindatge actual, té una lava més viscosa, que dona lloc a un perfil més pronunciat. El vulcanisme tardà també li ha donat un aspecte molt més dur que els seus volcans veïns, a causa de la construcció de cons cendrals, la descentralització de les seves zones de fractura, la glaciació al seu punt àlgid i la intempèrie dels vents comercials predominants. El volcà Mauna Kea va entrar en erupció per darrer cop, fa entre 6.000 i 4.000 anys i ara es considera inactiu. El pic és d'uns 38 m més alt que el Mauna Loa, la seva veïna més massiva.
En la mitologia hawaiana, els cims de l'illa de Hawaii són sagrats. Una antiga llei permetia que només els sacerdots visitessin el seu punt àlgid. Els antics hawaians que vivien als vessants del Mauna Kea van confiar en els seus extensos boscos per a menjar, i van treure els densos basalts de volcà glacial als seus flancs per a la producció d'eines. Quan els europeus van arribar a finals del segle xviii, els colons van introduir animals de bestiar boví, oví i de caça, molts dels quals es van fer salvatges i van començar a malmetre l'equilibri ecològic del volcà. El Mauna Kea es pot dividir ecològicament en tres seccions: un clima alpí a la cimera, un bosc de Sophora chrysophylla – Myoporum sandwicense (o māmane-naio) als seus flancs, i un bosc d’Acacia koa – Metrosideros polymorpha (o koa – ʻhihiʻa), ara principalment netejat per l’antiga indústria del sucre, a la base. En els darrers anys, la preocupació per la vulnerabilitat de l'espècie autòctona ha donat lloc a casos judicials que han obligat el Departament de Terres i Recursos Naturals de Hawaii a erradicar totes les espècies feréstegues del volcà.
Amb la seva gran alçada, l'ambient sec i el flux d'aire estable, el cim del Mauna Kea és un dels millors llocs del món per a l'observació astronòmica. Des de la creació d’una carretera per a accedir al cim el 1964, s’han construït tretze telescopis finançats per onze països. Els observatoris del Mauna Kea es fan servir per a la investigació científica a través de l'espectre electromagnètic i constitueixen la instal·lació més gran del món. La construcció en un paisatge considerat sagrat pels nadius hawaians continua sent un tema de debat fins als nostres dies.

## Geologia
El Mauna Kea és un dels cinc volcans que formen l'illa de Hawaii, l'illa més gran i jove de la cadena submarina Hawaii–Emperador. D’aquests cinc volcans de punt calent, el Mauna Kea és el quart més antic i el quart més actiu. Va començar com un volcà de preescut impulsat pel punt calent de Hawaii fa aproximadament un milió d’anys i va esdevenir excepcionalment actiu durant l'etapa d’escut fins fa 500.000 anys. El Mauna Kea va entrar en l'etapa d'escut més silenciós fa de 250.000 a 200.000 anys. I ara és inactiu. El Mauna Kea no té una caldera de cim visible, però conté una sèrie de petits cons de cendra i pedra tosca prop del seu cim. Una antiga caldera al cim podria haver estat omplida i enterrada per dipòsits en erupció posterior del cim.
El Mauna Kea té més de 32.000 km³ de volum, tan massiu que ell i el seu veí, el Mauna Loa, depenen de la crosta oceànica a sota d'ella a 6 km. El volcà continua relliscant i aplanant-se amb el seu propi pes a un ritme inferior a 2 mm per any. Bona part de la seva massa es troba a l'est del cim actual. El Mauna Kea és a 4.207,3 m d'altitud sobre el nivell del mar, uns 38 metres més alt que el seu veí Mauna Loa, i és el punt més alt de l'illa de Hawaii Mesurat des de la base al fons oceànic, s’eleva més de 10.000 m, significativament més gran que l'elevació del Mont Everest sobre el nivell del mar.
Com tots els volcans hawaians, el Mauna Kea ha estat creada a mesura que la placa tectònica del Pacífic s’ha mogut sobre el punt calent hawaià al mantell subjacent de la Terra. Els volcans de l'illa de Hawaii són l'evidència més recent d'aquest procés que, al llarg de més de 70 milions d'anys, ha creat la cadena costanera de la carena d'illes Hawaii – Emperador de 6.000 km de llarg. El que predomina, encara que no estigui completament assentat, és que el punt calent ha estat en gran part estacionari dins del mantell del planeta durant molt de temps, sinó de tota l'era cenozoica. Tanmateix, si bé el vulcanisme hawaià és ben entès i estudiat a fons, no hi ha cap explicació definitiva del mecanisme que causa l'efecte del punt calent.
La lava del Mauna Kea fluïa solcada en capes complexes amb la dels seus veïns durant el seu creixement. De manera més destacada, el Mauna Kea es construeix a partir de cabals més antics del Kohala al nord-oest i creua la base del Mauna Loa al sud. Les originals fissures eruptives (zones de fractura) als flancs del Mauna Kea van ser enterrades pel seu vulcanisme post-escut. La carena de Hilo, una destacada estructura de la zona de rift submarina a l'est de Mauna Kea, es va creure que era part del volcà; tanmateix, ara s’entén que és una zona de rift de Kohala que ha estat afectada pels fluxos més joves del Mauna Kea.
Els llaços escènics que van construir l'enorme massa principal del volcà són basalts toleítics, com els del Mauna Loa, creats mitjançant la barreja de magma primari i escorça oceànica subduïda. Estan coberts pels estrats de roca més antics exposats del Mauna Kea, els basalts alcalins postescut dels volcànics de Hàmākua, que van esclatar entre 250.000 i 70.000 – 65.000 anys enrere. Els fluxos volcànics més recents són hawaïites i mugearites: són els volcànics Laupāhoehoe postescut, esclatats entre fa 65.000 i 4.000 anys. Aquests canvis en la composició de lava van acompanyar la lenta reducció del subministrament de magma a la cimera, cosa que va provocar erupcions més febles que després van donar lloc a episodis aïllats associats a la dormència volcànica. Els laves Laupāhoehoe són més viscosos i contenen més volàtils que els basalts toleítics anteriors; els seus fluxos més gruixuts van endurir significativament els flancs del Mauna Kea. A més, les erupcions explosives han construït cons de cendres a prop del cim. Aquests cons són els centres eruptius més recents de Mauna Kea. El seu cim actual està dominat per doms de lava i cons de cendres de fins a 1,5 km de diàmetre i centenars de metres d'alçada.
El Mauna Kea és l'únic volcà hawaià amb evidències diferents de glaciació. Probablement existien dipòsits similars al Mauna Loa, però han estat coberts per posteriors colades de lava. Malgrat la ubicació tropical de Hawaii, durant diverses èpoques de gel passades, una baixada d'un grau de temperatura va permetre que la neu es mantingués al cim del volcà a l'estiu, provocant la formació d'un casquet de gel. Hi ha tres episodis de glaciació registrats en els darrers 180.000 anys: les sèries Pōhakuloa (180-130 ka), Wāihu (80-60 ka) i Mākanaka (40-13 ka). Aquests han esculpit extensament el cim, dipositant morenes i un anell circular de terra i grava al llarg dels flancs superiors del volcà. Les erupcions subglacials van construir cons de cendres durant la glaciació de Mākanaka, la majoria dels quals van ser durament afectades per l'acció glacial. Els cons més recents es van construir fa entre 9.000 i 4.500 anys, al damunt dels dipòsits glacials, tot i que un estudi indica que l'última erupció pot haver-se produït fa uns 3600 anys.
En la màxima extensió, les glaceres es van estendre des del cim fins a entre 3.200 i 3.800 m d'altitud. Un petit cos de permafrost, a menys de 25 m de longitud, es va trobar al cim del Mauna Kea abans de 1974, i pot estar encara present. Petites gavines afilien el cim, format per corrents alimentats per pluja i neu que flueixen només durant els xàfecs. Al costat nord-est del volcà, l'erosió del corrent impulsat pels vents comercials ha accelerat l'erosió de manera similar a la del Kohala més antic.
Mauna Kea és la llar del llac Waiau, el llac més alt de la oceà Pacífic. A una altitud de 3.969 m, es troba dins del con de cendres de Puʻu Waiau i és l'únic llac alpí de Hawaii. El llac és molt petit i poc profund, amb una superfície de 73 hectàrees (180,39 acres) i una profunditat de 3 m. La datació de mostres en radiocarboni a la base del llac indica que estava glaçada fa 12.600 anys. Els tipus de lava hawaiana són típicament permeables, evitant la formació d'un llac per infiltració. El vapor portador de sofre va alterar la cendra volcànica a les argiles de baixa permeabilitat, o les interaccions explosives entre el magma i les aigües subterrànies o l'aigua superficial durant les erupcions freàtiques van formar cendres excepcionalment fines que van reduir la permeabilitat del llit del llac.
No es coneixia aigua artesiana a l'illa de Hawaii fins al 1993 quan la perforació de la Universitat de Hawaii va col·locar un aqüífer artesà a més de 300 m sota el nivell del mar, que es va estendre a més de 100 m de la profunditat total del forat. El forat havia forat a través d'una capa compactada de terra i lava on els fluxos del Mauna Loa s'havien enfilat sobre la superfície exposada del Mauna Kea i posteriorment s'havien quedat sota el nivell del mar. La composició isotòpica mostra que l’aigua present ha estat derivada de la pluja que surt del Mauna Kea a més de 2.000 m sobre el nivell del mar. La presència de l'aqüífer s'atribueix a un cap d'aigua dolça dins de la lent basal del Mauna Kea. Els científics creuen que pot haver-hi més aigua a la lent d'aigua dolça del Mauna Kea del que indiquen els models actuals. Es van perforar dos forats més al Mauna Kea el 2012, amb aigua que es trobava a elevacions molt més elevades i a poca profunditat de les previstes. Donald Thomas, director del Centre per a l'Estudi dels Volcans Actius de la Universitat de Hawaii, creu que una de les raons per continuar l'estudi dels aqüífers es deu a l'ús i a l'ocupació de les zones de major elevació, afirmant: "Gairebé totes aquestes activitats depenen de la disponibilitat d'aigua potable que, en la majoria dels casos, s’ha de transportar a la Cadira de Waimea o Hilo, un procés ineficient i car que consumeix una quantitat substancial dels nostres escassos combustibles líquids".

### Activitat futura
L'última erupció del Mauna Kea va ser fa uns 4.600 anys (aproximadament el 2600 aC); a causa d'aquesta inactivitat, al Mauna Kea se li assigna un índex de perillositat de 7 dels seus cims i 8 per als seus flancs inferiors, que es troba en el punt de perill més baix possible de 9 (que es dona a l'extint volcà Kohala). Des del 8000 aC els fluxos de lava han cobert el 20% del cim del volcà i pràcticament cap dels seus flancs.
Malgrat la seva dormància, el Mauna Kea s'espera que torni a entrar en erupció, tot i que hi hauria prou advertència per evacuar-se. Els telescopis del cim del Mauna Kea serien els primers a detectar les quantitats minúscules de deformació derivades de la inflor del volcà, actuant com a cargols inclinables. Basat en erupcions anteriors, aquest esdeveniment podria ocórrer a qualsevol part dels flancs superiors del volcà i produiria probablement llargs fluxos de lava, majoritàriament de 15 a 25 km de longitud. Llargs períodes d’activitat podrien construir un con cendrador a la font. Tot i que no és probable en els pròxims segles, una erupció provocaria probablement poca pèrdua de vida però danys importants a la infraestructura.

## Història humana

### Història nativa

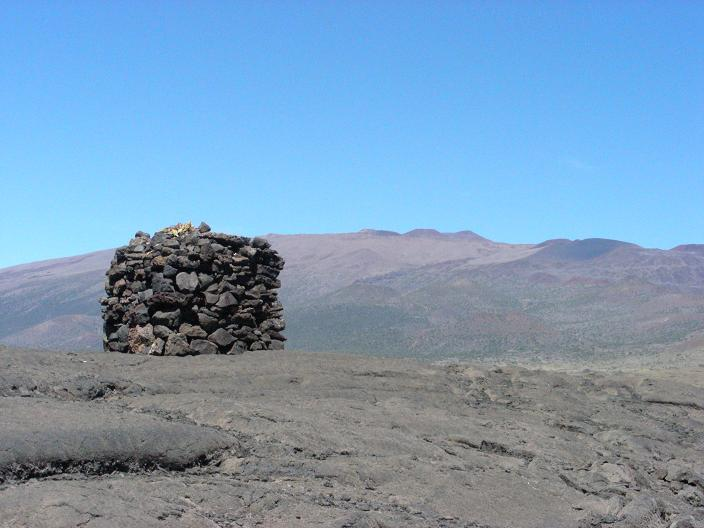
Una estructura de pedra o ahu encarada al Mauna Kea, a la carretera Saddle, entre el Mauna Kea i el Mauna Loa.

Els primers antics hawaians que van arribar a l’illa de Hawaii van viure al llarg de les ribes, on abundaven menjar i aigua. L'establiment es va expandir cap a l'interior fins a la regió del Mauna Loa i el Mauna Kea al segle xii i principis del xiii. Les proves arqueològiques suggereixen que aquestes regions s’utilitzaven per a la caça, la recollida de material de pedra i possiblement per motius espirituals o per a observacions astronòmiques o de navegació. L’abundant bosc de la muntanya proporcionava plantes i animals per a menjar i matèries primeres per a l’abric. Les aus sense vol que abans no coneixien cap depredador es van convertir en una font alimentària bàsica.
El primer assentament de les illes hawaianes va comportar canvis importants en els ecosistemes locals i moltes extincions, particularment entre les espècies d'aus. Els antics hawaians van portar plantes i animals estrangers i van augmentar de les taxes d’erosió per llurs intervencions. L'ecosistema forestal de terra baixa es va transformar de bosc a pastures; una mica d’aquest canvi va ser causat per l’ús del foc, però la causa predominant de l'esfondrament de l'ecosistema forestal i l'extinció aviària a Hawaii sembla que va ser la introducció de la rata de la polinèsia (o del Pacífic).
Els cinc volcans de Hawaii són venerats com a muntanyes sagrades; i el cim de Mauna Kea, el més alt, és el més sagrat. Per aquesta raó, un kapu (antiga llei hawaiana) restringia els drets del visitant a aliʻi de gran rang. Els hawaians van associar elements del seu entorn natural amb deïtats particulars. En la mitologia hawaiana, la cimera de Mauna Kea era vista com la "regió dels déus", un lloc on resideixen esperits benèvols. Poliʻahu, deïtat de neu, també hi resideix. "Mauna Kea" significa "muntanya blanca", en referència al seu cim nevat estacionalment.
Al voltant del 1100 dC, els nadius van establir pedreres azines a l’altura de Mauna Kea per extreure el basalt únicament dens (generat pel refredament ràpid de colades de lava que es troben amb el gel glacial durant les erupcions subglacials) per fer eines. Es van recollir vidres volcànics i gabre per a pales i aparells de pesca, i la fusta de mandà era preferida per a les nanses. A la màxima activitat de les pedreres després del 1400 DC, hi havia instal·lacions separades per al tall dur i fi; refugis amb menjar, aigua i fusta per sostenir els treballadors; i tallers de creació del producte acabat.
El llac Waiau proporcionava aigua potable als treballadors. Els caps nadius també hi submergirien els cordons umbilicals dels nadons acabats de néixer, per donar-los la força de la muntanya. L’ús de la pedrera va disminuir entre aquest període i el contacte amb nord-americans i europeus. Com a part del ritual associat a la pedrera, els treballadors erigien santuaris als seus déus; aquests i altres artefactes de pedrera queden en els jaciments, la majoria dels quals es troben dins de la que ara és la Reserva de l'Edat de Gel del Mauna Kea.
Aquesta primera època va anar després de l'expansió cultural entre el segle xii i finals del segle xviii. La terra estava dividida en regions dissenyades per a les necessitats immediates de la població. Aquests ahupuaʻa generalment prenien la forma de llargues franges de terra orientades des dels cims de muntanya fins a la costa. El cim del Mauna Kea estava englobat a l’aupuaʻa de Kaʻohe, amb una part del seu vessant oriental que arribava fins a la propera Humuʻula. Les principals fonts de nutrició per als hawaians que viuen als vessants del volcà provenien del bosc de Mana-Naio dels seus vessants superiors, que els proporcionava vegetació i vida d’aus. Les espècies d'aus caçades incloïen el ʻuaʻu (Pterodroma sandwichensis), nēnē (Branta sandvicensis) i el palila (Loxioides bailleui). El bosc inferior de koa-ʻōhiʻa va donar als indígenes fusta per a canoes i plomes d'ocell ornamentades per a la decoració.

### Era moderna

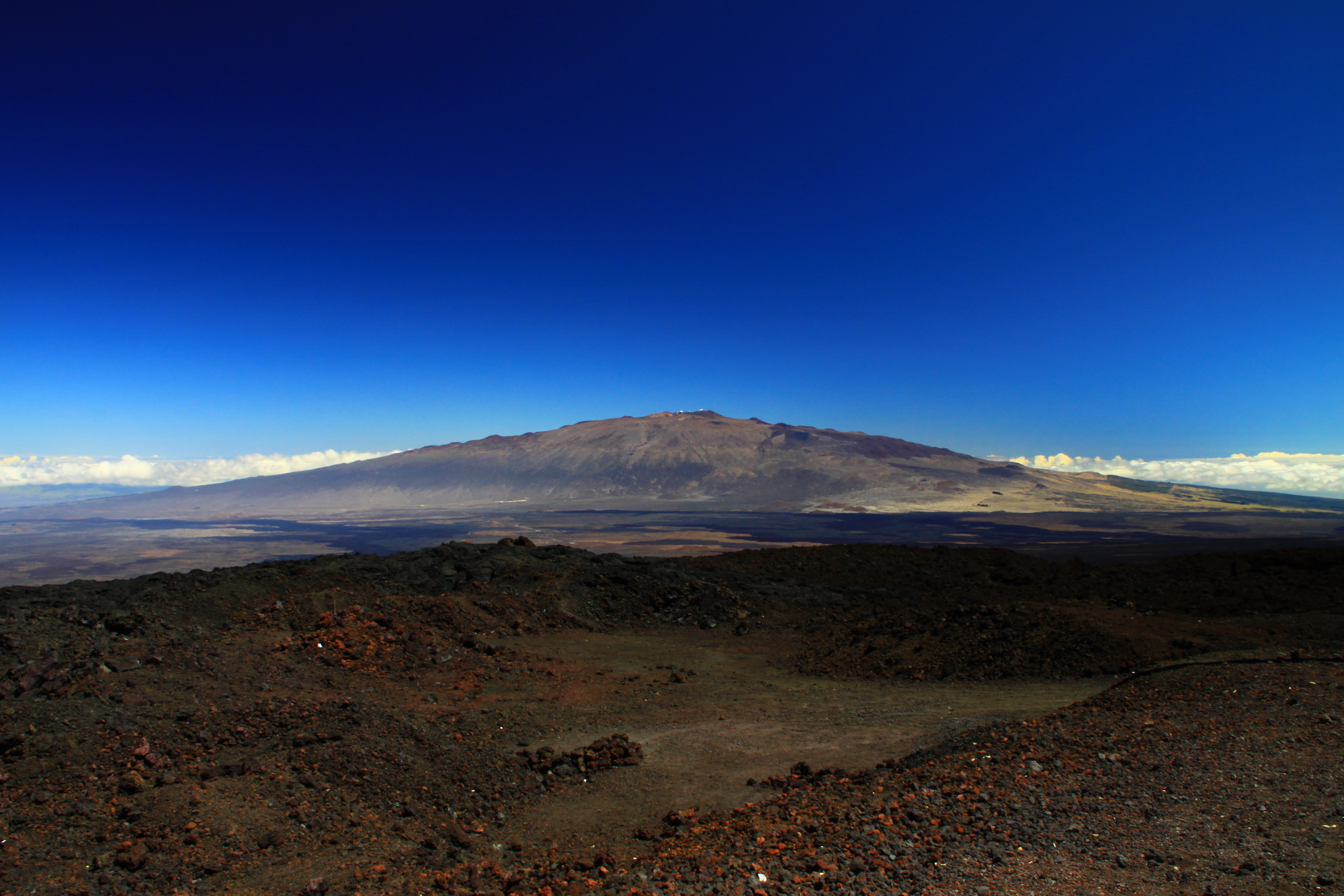
Vista del volcà des de l'Observatori Mauna Loa

Hi ha tres comptes d’estrangers que visitaven Hawaii abans de l’arribada de James Cook, el 1778. No obstant això, les primeres representacions occidentals de l'illa, inclòs el Mauna Kea, van ser creades pels exploradors a finals del segle xviii i principis del XIX. El contacte amb Europa i Amèrica va tenir conseqüències importants per als residents de l’illa. Els natius hawaians van ser devastats per malalties introduïdes; ciutats portuàries com Hilo, Kealakekua i Kailua van créixer amb la creació del comerç; i les pedreres d'adherència del Mauna Kea van ser abandonades després de la introducció d'eines metàl·liques.
El 1793, George Vancouver va portar el bestiar com a homenatge al rei Kamehameha I. Al començament del segle xix, havien escapat del confinament i van recórrer l'illa lliurement, perjudicant enormement el seu ecosistema. El 1809 va arribar John Palmer Parker i es va fer amistat amb Kamehameha I, que el va encarregar de la gestió de bestiar a l'illa. Amb una subvenció addicional de terres el 1845, Parker va establir el Ranxo Parker al vessant nord de Mauna Kea, una gran ramaderia que encara avui funciona. Els pobladors de l'illa van cremar i van tallar gran part del bosc natiu per plantacions i cases de canya de sucre.
La carretera de la sella, anomenat pel seu creuament de l'altiplà en forma de sella entre el Mauna Kea i el Mauna Loa, es va completar el 1943 i va facilitar el viatge al Mauna Kea considerablement.
L'àrea d’entrenament de Pohakuloa a l’altiplà és el terreny d’entrenament militar més gran de Hawaii. La base de 44.055 hectàrees s'estén des dels flancs inferiors del volcà fins a una alçada de 2.070 m, en terrenys estatals arrendats a l'exèrcit dels Estats Units des del 1956. Hi ha 15 plantes amenaçades i en perill d'extinció, tres espècies d'ocells en perill d'extinció i una espècie de ratpenats autòctons en perill d'extinció.
El Mauna Kea ha estat el lloc d'una àmplia recerca arqueològica des dels anys vuitanta. El any 2000, aproximadament, el 27% de la reserva científica havia estat enquestada el 2000, identificant 76 santuaris, 4 tallers de fabricació d'edze, altres 3 marcadors, 1 lloc d'enterrament identificat positivament i 4 possibles llocs d'enterrament. El any 2009, el nombre total de jaciments identificats havia augmentat fins a 223, i s'està duent a terme investigacions arqueològiques als flancs superiors del volcà. S'ha suggerit que els santuaris, que es disposen al voltant del cim del volcà al llarg del que pot ser una antiga línia de neu, són marcadors per a la transició cap a la part sagrada de Mauna Kea. Malgrat moltes referències a l'enterrament al voltant de Mauna Kea en la història oral hawaiana, pocs llocs han estat confirmats. La manca de santuaris o altres artefactes en els molts cons de cendres que puntegen el volcà pot ser perquè estaven reservats a l'enterrament.

### Ascencions

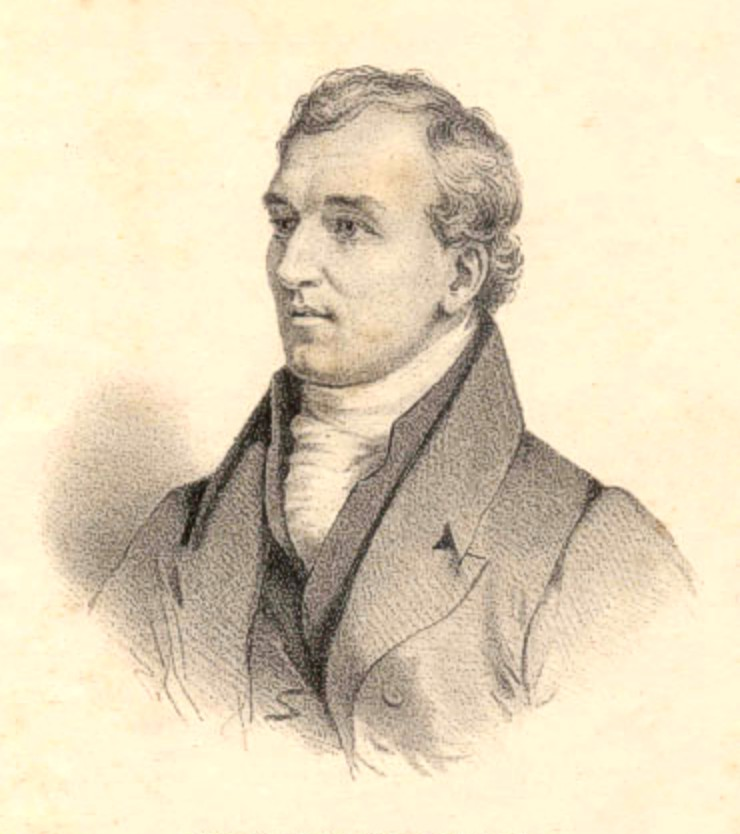
David Douglas, un botànic escocès que va morir al Mauna Kea el 1834.

En temps previs al contacte, els nadius que viatjaven pel Mauna Kea probablement es van guiar més pel paisatge que pels senders existents, ja que no s'ha trobat cap evidència de rastres. És possible que s’hi seguissin carenes naturals i fonts d’aigua. Les persones probablement van fer excursions pels vessants del Mauna Kea per visitar els santuaris de famílies properes al cim, i hi ha tradicions relacionades amb l'ascens a la muntanya fins avui. Tot i això, molt pocs nadius van arribar al cim, a causa de l'estricte kapu col·locat en ell. Al començament del segle xix, els primers ascensos notables del Mauna Kea van incloure els següents:
- El 26 d'agost de 1823, Joseph F. Goodrich, un missioner nord-americà, va realitzar el primer ascens enregistrat en un sol dia; tanmateix, un petit arranjament de pedres que va observar va suggerir que no era el primer humà al cim.[34] Va gravar quatre ecosistemes mentre viatjava de base a cim, i també va visitar el llac Waiau.[44]

- El 17 de juny de 1825, una expedició de l'HMS Blonde, dirigida pel botànic James Macrae, va arribar al cim del Mauna Kea. Macrae va ser la primera persona que va registrar la paraula d'argent del Mauna Kea (Argyroxiphium sandwicense), dient: "L'última milla va ser indiguda de la vegetació, excepte una planta de la familia Sygenisia, en creixement semblant a una iuca, amb fulles punxegudes de color platejat i verd vertical d'una espiga de tres o quatre peus que produeixen branques pendulars amb flors marrons, veritablement superbes, i gairebé val la pena el viatge d’arribar aquí per veure-ho a propòsit."[44]

- El gener de 1834, David Douglas va escalar la muntanya i va descriure àmpliament la divisió de les espècies vegetals per l'altitud. En una segona pujada al juliol, va ser trobat mort en una fossa destinada a capturar bestiar salvatge. Tot i que se sospitava assassinat, probablement va ser una caiguda accidental. El lloc, Ka lua kauka (Coordenades: 19° 53′ 17″ N, 155° 20′ 17″ O / 19.88806°N,155.33806°O), està marcat pels avets de Douglas nomenats per ell.[45]

- El 1881, la reina Emma va viatjar al cim per banyar-se a les aigües del llac Waiau durant la competició pel paper de cap governant del Regne de Hawaii.[34]

- El 6 d’agost de 1889, E.D. Baldwin va abandonar Hilo i va seguir rutes de bestiar fins al cim.[44]

A finals del segle xix i principis del segle XX es van formar senders, sovint pel moviment dels ramats de caça, que es podien recórrer a cavall. No obstant això, l'accés vehicular al cim era pràcticament impossible fins a la construcció d'una carretera el 1964, i continua restringida. Avui en dia, existeixen múltiples senders a la cimera, en diversos estats d’ús.

## Ecologia

### Antecedents
L'aïllament geogràfic de Hawaii influeix fortament en la seva ecologia. Illes remotes com Hawaii tenen un gran nombre d'espècies que no es troben enlloc més. L'allunyament va donar lloc a línies evolutives diferents de les que eren en un altre lloc i van aïllar aquestes espècies endèmiques de la influència biòtica externa, i les fa especialment vulnerables a l'extinció i als efectes d'espècies invasores. A més, els ecosistemes de Hawaii estan amenaçats pel desenvolupament humà, inclosa la neteja de terres per a l'agricultura; un estimat terç de les espècies endèmiques de l'illa ja han estat eliminades. A causa de la elevació, el Mauna Kea té la diversitat més gran d'ecosistemes biòtics de qualsevol part de l'arxipèlag hawaià. Els ecosistemes de la muntanya formen anells concèntrics al llarg dels seus vessants per canvis de temperatura i precipitacions amb elevació. Aquests ecosistemes es poden dividir aproximadament en tres seccions per elevació: bosc alpí, subalpí, montà i basal.
El contacte amb nord-americans i europeus a principis del segle xix va portar més pobladors a l'illa i va tenir un efecte ecològic negatiu durador. En els vessants més baixos, grans extensions de bosc de koa – ʻōhiʻa es van convertir en terres de conreu. Més amunt, els animals feréstecs que s'escapaven dels ranxos van trobar refugi i van danyar-se àmpliament, al bosc natal del Mauna Kea. Les plantes no natives són l’altra amenaça greu; hi ha més de 4.600 espècies introduïdes a l'illa, mentre que el nombre d'espècies autòctones s'estima en només 1.000.

### Entorn alpí

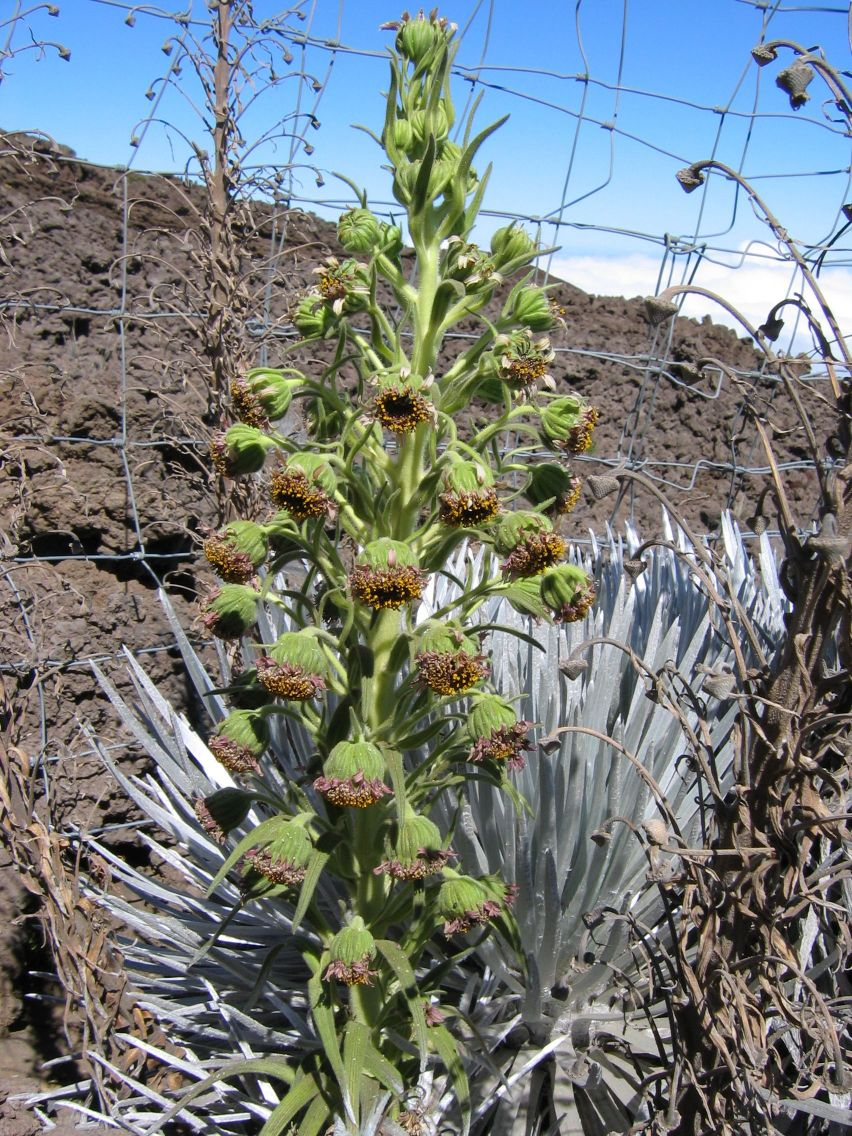
La paraula d'argent del Mauna Kea (Argyroxiphium sandwicense sandwicense) creixent al costat de la boca del volcà.

El cim del Mauna Kea es troba per sobre del límit arbori i està format principalment per roca de lava i tundra alpina. És una zona de fortes nevades, inhòspita per a la vegetació, i es coneix com els arbustos tropicals alts de Hawaii. El creixement està restringit aquí per temperatures extremadament fredes, una curta temporada de creixement, precipitacions baixes i neu durant els mesos d’hivern. La manca de sòl també retarda el creixement de les arrels, dificulta l’absorció de nutrients del sòl i proporciona a la zona una capacitat de retenció d’aigua molt baixa.
Les espècies vegetals que es troben a aquesta elevació inclouen: Styphelia tameiameiae, Taraxacum officinale, Tetramolopium humile, Agrostis sandwicensis, Anthoxanthum odoratum, Trisetum glomeratum, Poa annua, Sonchus oleraceus i Coprosma ernodiodes. Una espècie destacable és la paraula d’argent del Mauna Kea (Argyroxiphium sandwicense), una espècie vegetal endèmica molt en perill d’extinció que prospera en els deserts de cendres d’elevació elevada del Mauna Kea. En una fase reduïda a una població de només 50 plantes, La paraula d'argent del Mauna Kea es pensava restringida a la zona alpina, però, de fet, ha estat impulsada per la pressió del bestiar i pot créixer també en cotes més baixes.
La Reserva de l'Edat de Gel del Mauna Kea al flanc sud del cim del Mauna Kea es va constituir el 1981. La reserva és una regió de dipòsits de cendres i vegetació poc vegetades, incloses zones del desert aeòlic i el llac Waiau. Aquest ecosistema és un refugi probable per a l'amenaçat ʻuaʻu (Pterodroma sandwichensis) i també el centre d'un estudi sobre els insectes wēkiu (Nysius wekiuicola).
Els insectes Wēkiu s’alimenten de carcasses d’insectes morts que deriven del Mauna Kea al vent i s’instal·len a la vora de neu. Es tracta d’una font d’aliments molt inusual per a una espècie del gènere Nysius, que consisteix principalment en insectes que mengen llavors. Poden sobreviure a elevacions extremes de fins a 4.200 metres (13.780 peus) a causa de l'antigel natural a la sang. També es mantenen sota superfícies escalfades la major part del temps. El seu estat de conservació no és clar, però l'espècie ja no és candidata a la llista d’espècies en perill d’extinció; els estudis sobre el benestar de l'espècie es van iniciar el 1980. El Nysius aa estretament relacionat viu al Mauna Loa. Les aranyes de llop (Lycosidae) i les arnes d’eruga de la tenda forestal (Malacosoma disstria) també s’han observat al mateix ecosistema del Mauna Kea; els primers sobreviuen amagant-se sota roques que absorbeixen la calor, i les segones a través de productes químics resistents al fred al seu cos.

### Bosc de māmane–naio

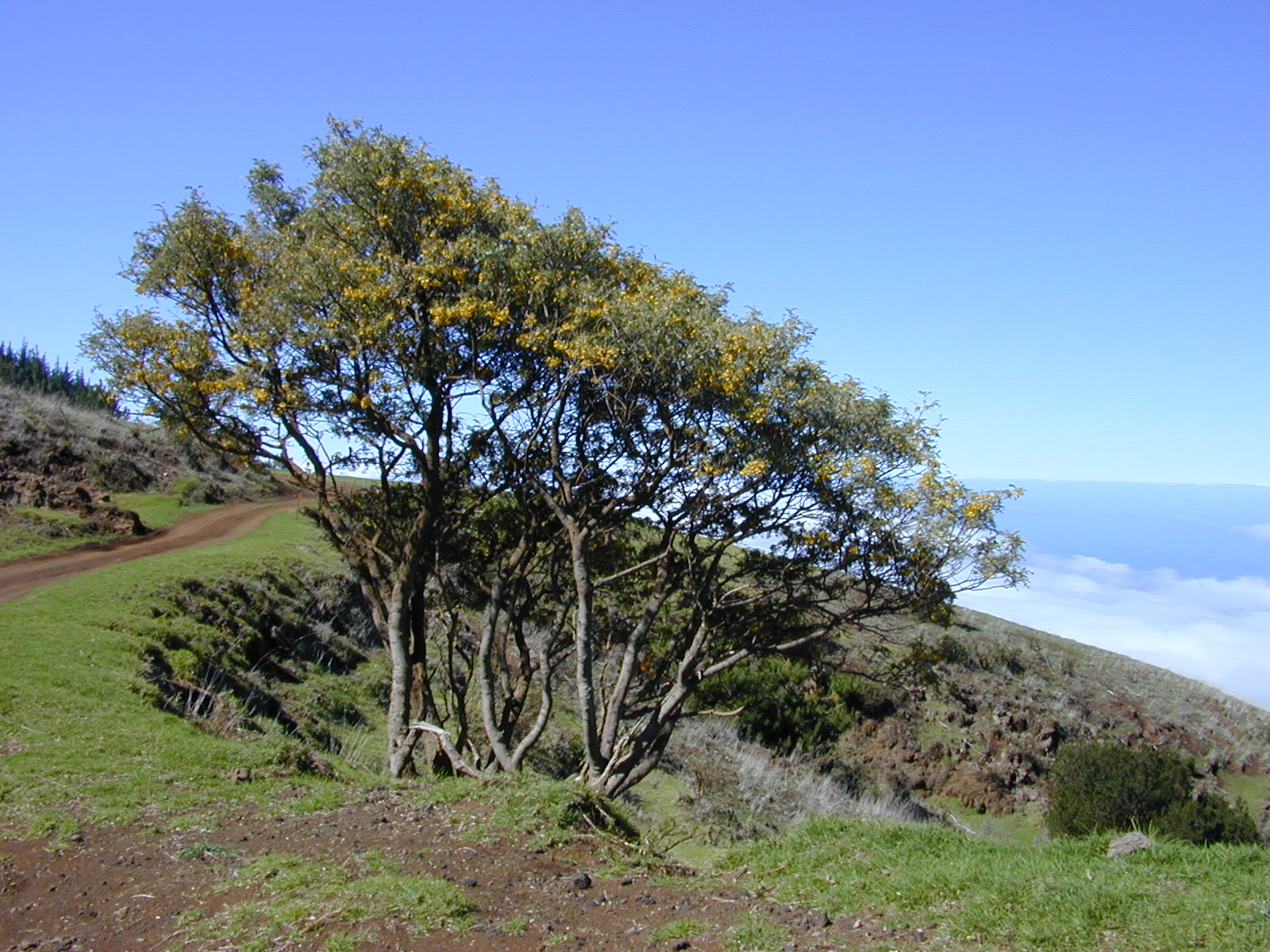
Un parell d’arbres māmane (Sophora chrysophylla)

La zona altament boscosa al volcà, en una elevació de 2.000– 3.000 metres d'alçada, és dominat per arbres māmane (Sophora chrysophylla) i naio (Myoporum sandwicense), les dues espècies endèmiques de la zona, i és conegut com a bosc de māmane–naio. Les llavors de fruita de māmane i de naio són els principals aliments de les aus d’aquesta zona, especialment la pal·lila (Loxioides bailleui). La pal·lila es trobava antigament als vessants del Mauna Kea, del Mauna Loa i del volcà Hualālai, però ara es limita als vessants del Mauna Kea, només el 10% de la seva antiga franja, i ha estat declarat críticament en perill.
L’amenaça més gran per a l'ecosistema és el pasturatge per ovelles feres (Ovis aries), bestiar (Bos primigenius), i cabres (Capra hircus) introduïdes a l’illa a finals del segle xviii. La competència d'animals contra el pasturatge comercial era prou severa que hi havia un programa per erradicar-los fins a finals dels anys vint, Un dels resultats d’aquest pasturatge va ser la prevalença més gran de plantes herbàcies i llenyoses, tant endèmiques com introduïdes, resistents a la navegació. Els animals feréstecs van ser gairebé erradicats, i van ser numerats uns quants centenars a la dècada de 1950. Tanmateix, una afluència de caçadors locals va provocar que les espècies introduïdes fossin valorades com a animals de caça i, el 1959, el Departament de Terres i Recursos Naturals de Hawaii, l’òrgan directiu encarregat de la conservació i l’ús de la terra, va canviar la seva política per un control sostingut del programa pensat per facilitar l'esport.
El mufló (Ovis aries orientalis) va ser introduït entre els anys 1962 i 1964, i un pla per alliberar els axis (Axis axis) el 1964 només es va impedir per les protestes de la indústria ramadera, que van dir que danyarien les collites i propagarien les malalties. La indústria de la caça va lluitar enrere i el retrocés entre els ramaders i els caçadors va acabar donant lloc a un augment de la preocupació mediambiental pública. Amb el desenvolupament d'instal·lacions astronòmiques al Mauna Kea, els conservacionistes van demanar protecció de l'ecosistema del Mauna Kea. Es va proposar un pla per tancar el 25% dels boscos per a la protecció i gestionar el 75% restant per a la caça. Malgrat l'oposició dels conservadors, el pla es va posar en marxa. Mentre que el terreny es va repartir, no es va destinar diners per a l'edificació de la tanca. Enmig d’aquest conflicte es va aprovar la Llei d’espècies en perill d’extinció; la National Audubon Society i el Sierra Club Legal Defence Fund van presentar una demanda contra el Departament de Terres i Recursos Naturals de Hawaii, al·legant que estaven violant la llei federal, en el cas de referència pal·lila contra el Departament de Terres i Recursos Naturals de Hawaii (1978).
El tribunal es va pronunciar a favor dels conservadors i va confirmar la precedència de les lleis federals abans del control estatal de la vida salvatge. Després d’haver infringit la Llei d’espècies en perill d’extinció, l'estat de Hawaii va obligar a treure tots els animals feréstecs de la muntanya. Aquesta decisió va ser seguida per una segona ordre judicial el 1981. Un programa de caça pública va eliminar molts dels animals feréstecs, almenys temporalment. Un programa de control és actiu en la zona, tot i que no es porta a terme amb el rigor suficient per permetre una recuperació significativa de l'ecosistema del bosc de Māmane-naio. Hi ha moltes altres espècies i ecosistemes a l'illa, i al Mauna Kea, que continuen amenaçats pel desenvolupament humà i les espècies invasores.
La Reserva Forestal del Mauna Kea protegeix 212,2 km² de bosc de māmane-naio sota la jurisdicció del Departament de Terres i Recursos Naturals de Hawaii. La caça per ungulat està permesa durant tot l'any. Una petita part del bosc de māmane-naio està englobada per la zona recreativa de l'estat del Mauna Kea.

### Baixa emissió

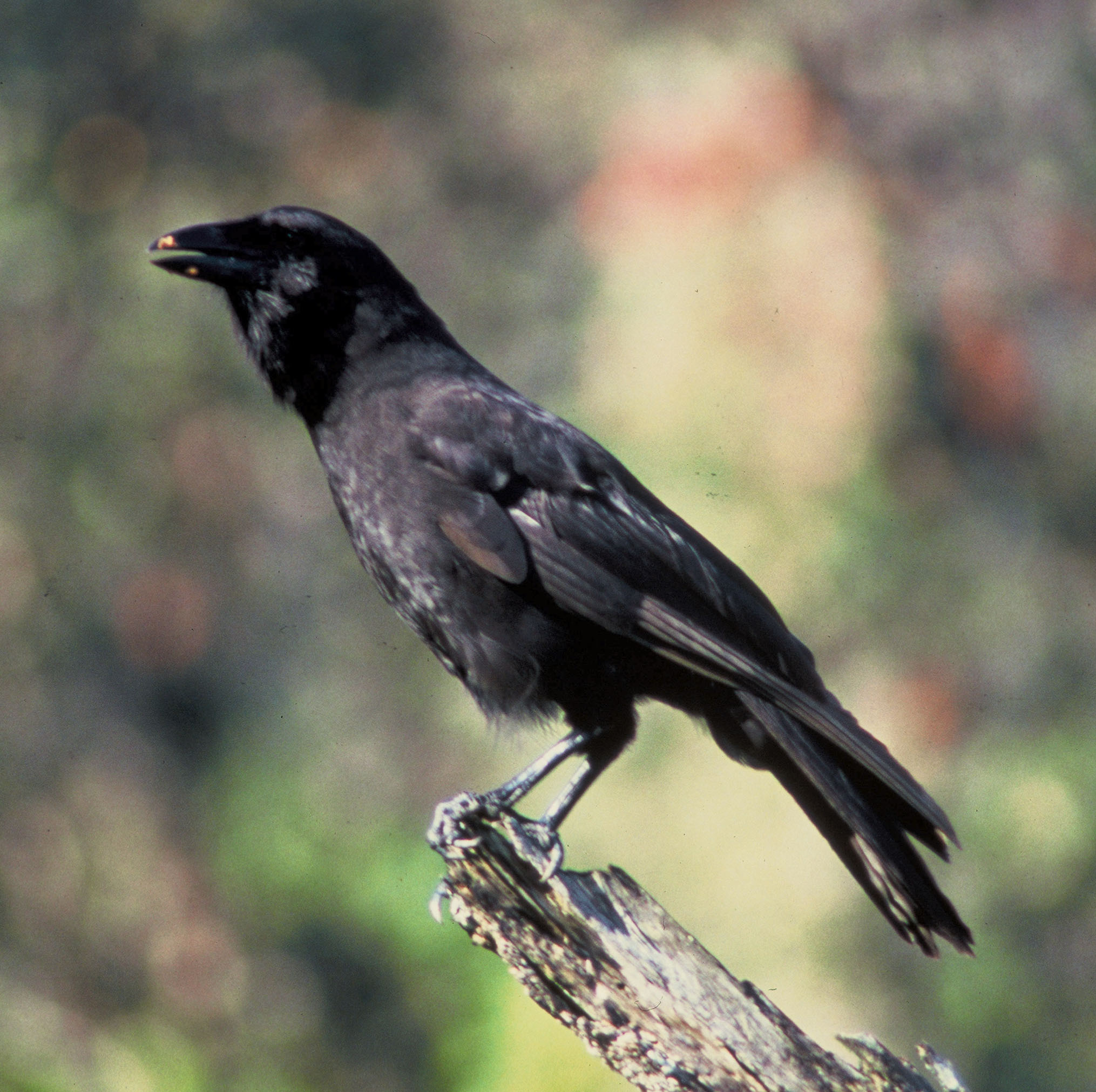
L'ʻalalā o corb hawaià (Corvus hawaiiensis) és un ocell de la família del corb. S’extingeix en estat salvatge, amb plans de reintroduir l'espècie al Refugi Nacional de Fauna Silvestre del Bosc de Hakalau.

Una banda de ranxos als vessants més baixos del Mauna Kea era antigament occupat per l'Acacia koa (Metrosideros polymorpha) (Hawaià: koa-ʻōhiʻa). La seva destrucció va ser motivada per una afluència de colons europeus i nord-americans a principi del segle xix, ja que la tala extensiva durant la dècada de 1830 va proporcionar fustes per a nous habitatges. Es van cremar grans extensions del bosc i es van eliminar les plantacions de canya de sucre. La majoria de les cases de l’illa estaven construïdes amb acàcies koa i aquelles parts del bosc que van sobreviure van esdevenir una font de llenya per alimentar les calderes de les plantacions de canya de sucre i per escalfar cases. L'extens bosc gairebé havia desaparegut cap al 1880 i, el 1900, els interessos forestals s'havien desplaçat cap a Kona i l'illa de Maui. Amb el col·lapse de la indústria del sucre a la dècada de 1990, gran part d’aquest terreny és guàrdia, però s’utilitzen porcions per al pasturatge de bestiar, l’agricultura a petita escala i el cultiu d'eucaliptus per a pasta de fusta.
El Refugi Nacional de Vida Silvestre del Bosc d'Hakalau és una important reserva forestal de koa al vessant del vent del Mauna Kea. Es va establir el 1985, amb una superfície de 13,724 hectàrees de restes de l'ecosistema. Vuit espècies d’ocells en perill d’extinció, dotze plantes en perill d’extinció i la ratapinyada hawaiana en perill d’extinció (Lasiurus cinereus semotus) s’han observat a la zona, a més de moltes altres biotes rares. La reserva ha estat el lloc d’una extensa campanya de replantació des del 1989. Algunes parts de la reserva mostren l'efecte de l'agricultura en l'ecosistema autòcton, que era gran part del terreny de la part alta de la reserva és terres de conreu abandonades.
Les espècies d’aus originàries del bosc d’acàcia koa inclouen el corb hawaià (Corvus hawaiiensis), el 'akepa (Loxops coccineus), el rastreig de Hawaii (Manucerthia mana), ʻakiapōlāʻau (Hemignathus wilsoni) i l'aligot hawaià (Buteo solitarius), tots els quals estan en perill, amenaçats o gairebé amenaçats; El corb hawaià, en particular, s’ha extingit en estat salvatge, però hi ha previst reintroduir l'espècie a la reserva d'Hakalau.

## Activitats

Mapa de zones de risc vinculades al vulcanisme.

### Prevenció
Tot i que l'última erupció del Mauna Kea data de fa diversos mil·lennis, pot tornar a esclatar en el futur. No obstant això, representa una amenaça relativament baixa per a les poblacions, més encara que s'han establert mecanismes d'alerta per permetre l'evacuació a temps. La zona del cim, de la qual el 20% de la superfície està coberta de colades de lava amb menys de 10.000 anys d'antiguitat, té un risc avaluat a 3 de 9, mentre que la resta del volcà es troba a 2 de 9, el nivell 1 està assignat a només al volcà Kohala, el qual està extingit. Els telescopis de la part superior serien els primers a detectar lleus deformacions produïdes per l'enrenou del volcà, actuant com a basculadors de luxe. Basant-se en les darreres erupcions, aquest esdeveniment podria ocórrer a qualsevol part de la part superior del volcà i probablement emetria grans cabals de lava, principalment de tipus ʻaʻā, de fins a 5 a 25 km de longitud. Un llarg període d’activitat podria produir un con volcànic a la seva font. Sens dubte, aquesta erupció no seria barata a la vida humana, però causaria danys importants a la infraestructura.

### Observatoris del cim
El cim del Mauna Kea és un dels millors llocs del món per a l'observació astronòmica a causa de les condicions d’observació favorables. Les condicions àrides són importants per al submil·límetre i l’astronomia infraroja per a aquesta regió de l'espectre electromagnètic. El cim es troba per sobre de la capa d'inversió, mantenint la majoria de la coberta de núvols a sota del cim i assegurant que l'aire del cim està sec i lliure de contaminació atmosfèrica. La cimera de l'atmosfera és excepcionalment estable, amb una manca de turbulència per a alguns dels millors recorreguts astronòmics del món. Els cels molt foscos resultants de la distància del Mauna Kea de les llums de la ciutat es conserven per una legislació que minimitza la contaminació lumínica dels voltants; el nivell de foscor permet l'observació d'objectes astronòmics febles. Aquests factors han convertit històricament al Mauna Kea un lloc excel·lent per a l'estratègia.

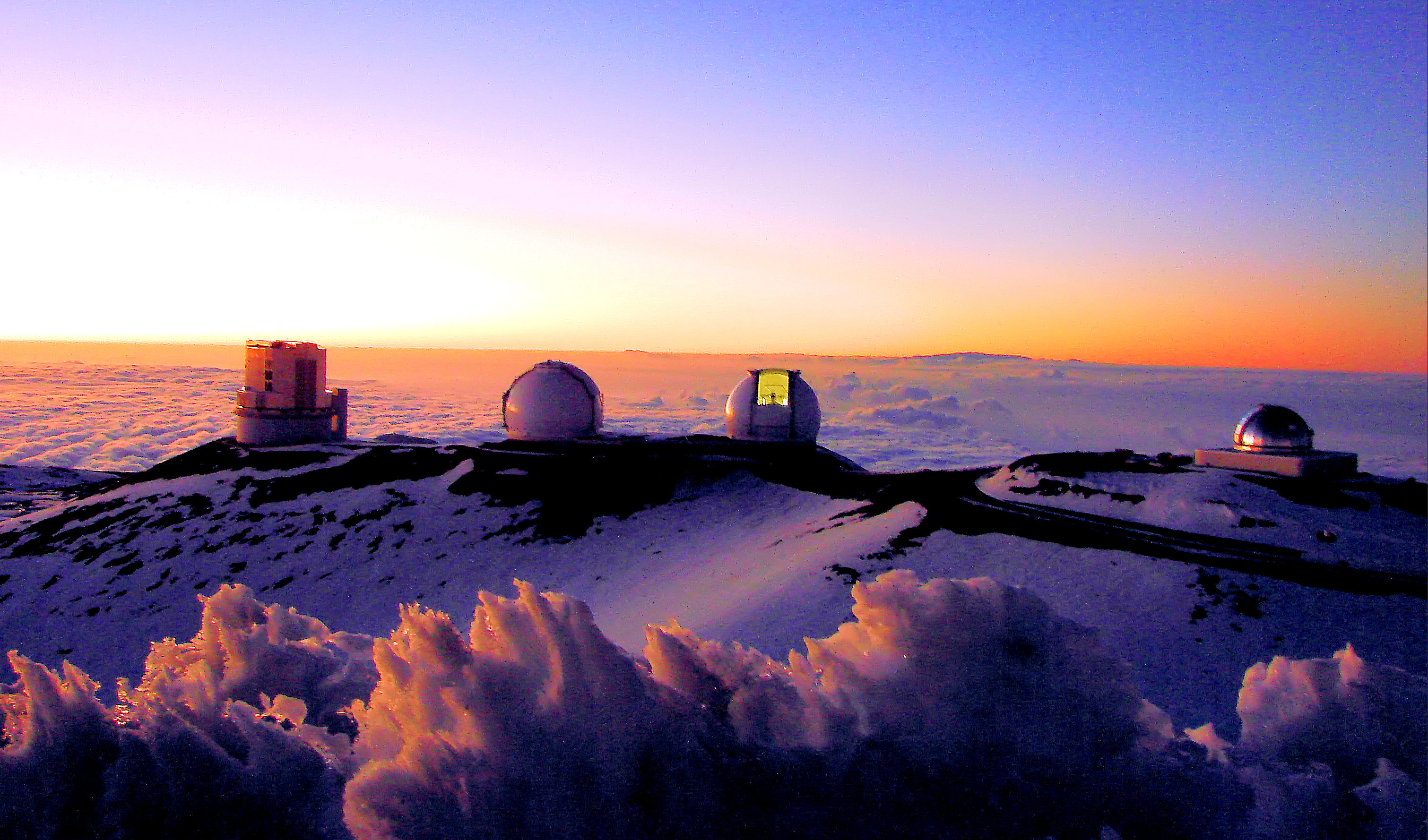
Capvespre sobre quatre telescopis dels observatoris de Mauna Kea. D’esquerra a dreta: el telescopi Subaru, els telescopis bessons Keck I i II i la instal·lació de telescopis infrarojos de la NASA.

A principi dels anys seixanta, la Cambra de Comerç de l'illa de Hawaii va fomentar el desenvolupament astronòmic del Mauna Kea, com a estímul econòmic; això va coincidir amb la recerca de la Universitat d'Arizona de l’astrònom Gerard Kuiper per a la utilització de detectors de llum infraroja millorats. Les proves del lloc realitzades per l’assistent de Kuiper Alika Herring el 1964 van confirmar que era un lloc idoni. Va començar una intensa competició a tres bandes per als fons de la NASA per construir un gran telescopi entre Kuiper, la Universitat Harvard i la Universitat de Hawaii (UH), que només tenia experiència en astronomia solar. Això va culminar amb l'adjudicació de fons a la proposta "més alta" de la UH. La UH va reconstruir el seu petit departament d’astronomia en un nou Institut d’Astronomia, i el 1968 el Departament de Terres i Recursos Naturals de Hawaii li va donar un arrendament de 65 anys per a totes les terres en un radi de 4 km (2,5 milles) del seu telescopi, fonamentalment per sobre dels 3.505 m. Quan es va acabar el 1970, el UH 88 (2,2 m) era el setè telescopi òptic / infraroig més gran del món.

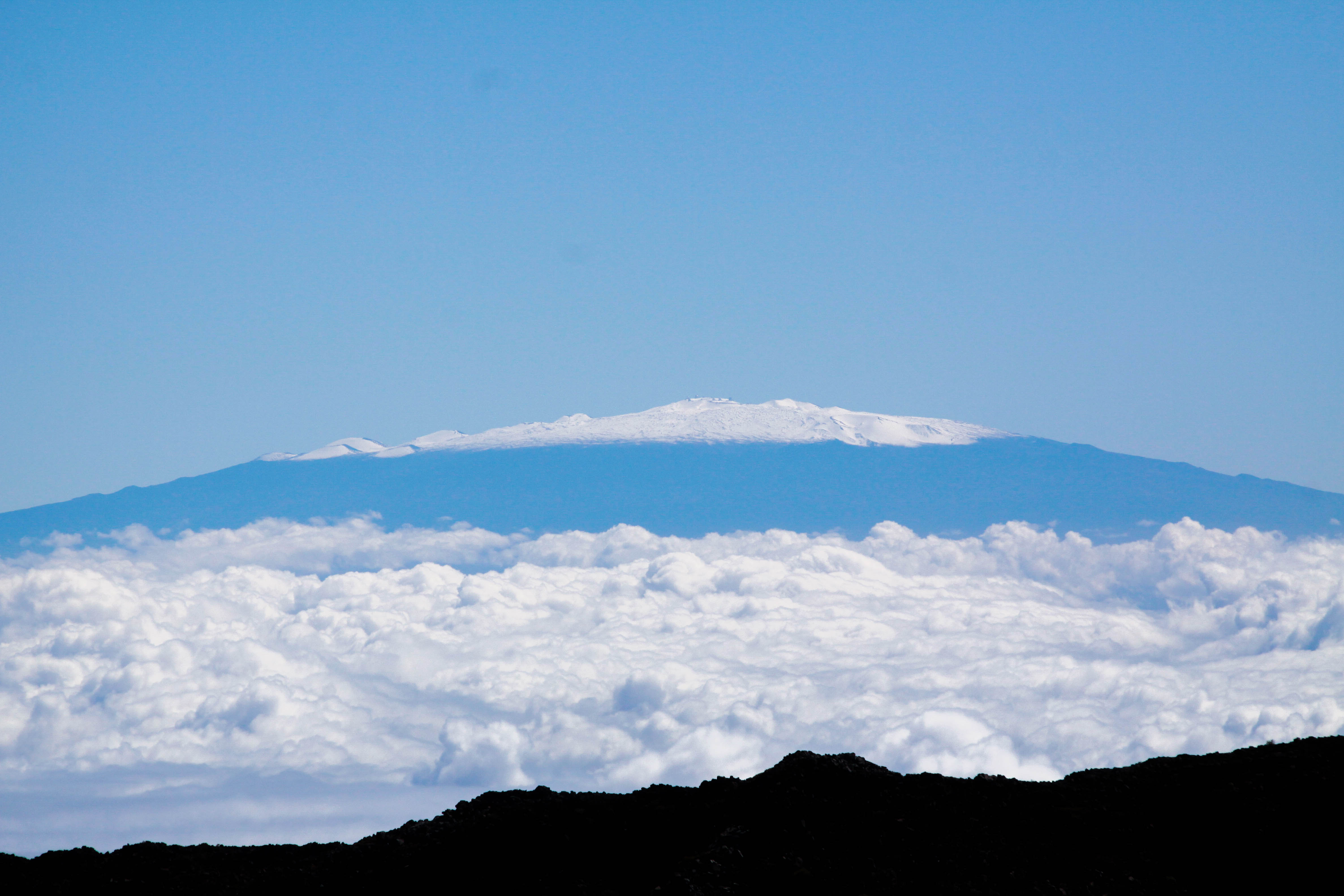
El Mauna Kea des del cim de Haleakalā sobre Maui, a aproximadament 126 km de distància

El 1970, dos telescopis de 24 m (0,6 m) havien estat construïts per l'Observatori de la Força Aèria dels Estats Units i Lowell. El 1973, Canadà i França van acordar la construcció de 3,6 m CFHT al Mauna Kea. Tot i això, les organitzacions locals van començar a plantejar-se la preocupació per l'impacte ambiental de l'observatori. Això va portar al Departament de Terres i Recursos Naturals a preparar un pla de gestió inicial, redactat el 1977 i complementat el 1980. El gener de 1982, la Junta de Regents de la UH va aprovar un pla per donar suport al desenvolupament continu d’instal·lacions científiques del lloc. El 1998 es van transferir 823 hectàrees del contracte d’arrendament de l’observatori per complementar la Reserva de l’Edat de Gel del Mauna Kea. El pla de 1982 va ser substituït el 2000 per una extensió dissenyada per servir fins al 2020: va instituir una Oficina de Gestió del Mauna Kea, va designar 212 hectàrees per a astronomia, i va canviar les 4.356 hectàrees restants a "preservació natural i cultural". Aquest pla es va revisar més per respondre a la preocupació expressada a la comunitat hawaiana que es mostrava una falta de respecte cap als valors culturals de la muntanya.
Actualment, la Reserva Científica del Mauna Kea compta amb 13 instal·lacions d’observació, finançades per 11 països. Hi ha nou telescopis que treballen a l'espectre visible i infraroig, tres a l'espectre del submil·límetre i un a l'espectre de la ràdio, amb miralls o plats que oscil·len entre els 9 i els 25 m. En comparació, el Telescopi Espacial Hubble té un mirall de 24 m, de mida similar a l'UH88, ara el segon telescopi més petit del volcà.
Un moviment "Save Mauna Kea" creu que el desenvolupament de la muntanya és sacríleg. Els grups indígenes hawaians sense ànim de lucre, com Kahea, interessats en el patrimoni cultural i el medi ambient, també s’oposen al desenvolupament per raons culturals i religioses. L'"outrigger" multitelescopi proposat el 2006 va ser finalment cancel·lat. Un nou telescopi previst, el Telescopi de trenta metres (TMT), ha atret controvèrsia i protestes. La TMT es va aprovar l'abril de 2013. L'octubre del 2014, els manifestants van interrompre la cerimònia innovadora del telescopi i van fer que el projecte s'aturés temporalment. A finals de març del 2015, els manifestants van tornar a bloquejar l'accés de la carretera al cim. El 2 d'abril de 2015, es van reunir 300 manifestants a prop del centre de visitants quan van detenir 12 persones amb 11 més al cim. Entre les preocupacions dels grups de protesta es troben les valoracions de terres i la consulta dels nadius hawaians. La construcció es va aturar el 7 d'abril de 2015 després que les protestes es van expandir per l'Estat. Després de diverses aturades, el projecte s'ha ajornat voluntàriament. El governador Ige va anunciar canvis substancials en la gestió del Mauna Kea en el futur però va declarar que el projecte pot tirar endavant. El Tribunal Suprem de Hawaii va aprovar la represa de la construcció el 31 d'octubre de 2018.

### Ascenció i turisme

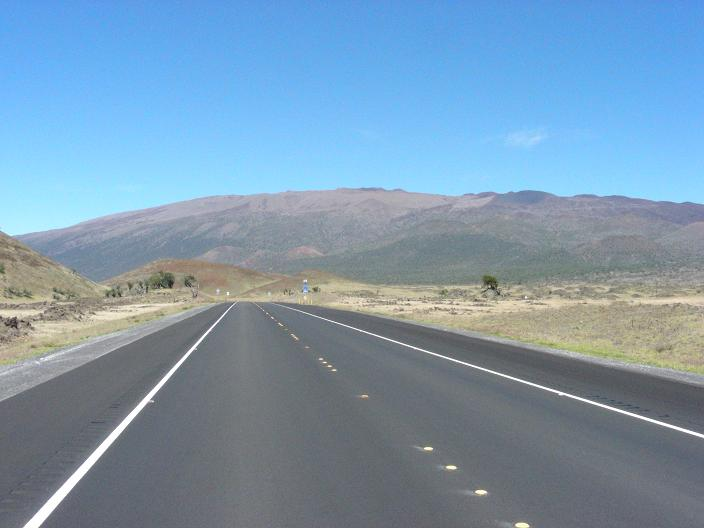
Vista del Mauna Kea des de la Saddle Road.

L’altitud i el pendent del Mauna Kea permeten gaudir d’una millor vista i d’una ascensió més ràpida que les del Mauna Loa. Al mateix temps, els riscos de mal d'altura, canvi climàtic o fins i tot relliscades són elevats i fan que l’accés al cim sigui més arriscat. Al voltant d’un terç dels turistes i dos terços dels astrònoms professionals han patit símptomes de mal d'altura. Es recomana una parada d'almenys mitja hora durant l'ascensió per aclimatar-se. Fins a la construcció de carreteres a mitjan segle xx, només uns quants aventurers temeraris es van aventurar a la part alta de la muntanya. Utilitzen refugis de pedra construïts pel Cos de Conservació Civil a la dècada de 1930 per servir de campament base. El Centre Onizuka d’Astronomia Internacional es va construir sobre les seves ruïnes. El primer camí d'accés al cim es va localitzar el 1964.
Aquest camí d'accés al cim surt de Saddle Road, a prop de Puʻu Huluhulu. Està pavimentat al centre d'Onizuka, situat a 2.804 metres sobre el nivell del mar. El final de l’ascens per la pista, que transcorre al llarg del límit oriental de la reserva natural de l’Estat de l’Edat de Gel de Mauna Kea, requereix un vehicle tot terreny. Els frens poden sobreescalfar-se durant la baixada. La carretera de Mana supera el nord del Mauna Kea. Existeixen nombroses rutes de senderisme que porten al cim, amb diferents graus de manteniment.
El Mauna Kea Trail (literalment «sender del Mauna Kea») és considerat el més accessible al cim. Comença al centre d'Onizuka, té deu quilòmetres de longitud i segueix aproximadament la carretera d'accés al cim, quedant vorejada per pals metàl·lics cada 150 metres. Travessa la tartera entre 3.000 i 3.350 metres sobre el nivell del mar, i després una colada de lava ʻaʻā flueix fins als 3.900 metres, abans de dividir-se en dos a 4.000 metres sobre el nivell del mar, una branca que porta al llac Waiʻau mentre que l’altra s’enfila al cim. Durant el 2007, més de 100.000 excursionistes i 32.000 vehicles van visitar el centre d'informació d'Onizuka. Entre 5.000 i 6.000 persones arriben al cim cada any. Per tal de garantir la seva seguretat i protegir la muntanya, el 2001 es va implementar un programa per part dels guardabosques.
Es pot esquiar al Mauna Kea els mesos de gener i febrer. No hi ha instal·lacions i els vents poden arribar de 80 a 110 km/h però l'esport continua sent popular entre els hawaïans. La seva terra preferida és Poi Bowl, a l'est del Caltech Submillimeter Observatory on es fan competicions una o dues vegades a l’any, segons les condicions meteorològiques.
L'illa de Hawaii té més de 3.000 caçadors registrats i el Mauna Kea és la destinació popular d’aquesta pràctica. S’utilitza un programa públic per controlar el nombre d'espècies invasores com porcs, ovelles, cabres, galls dindi, faisans i guatlles. L'àrea recreativa de l'estat del Mauna Kea serveix com a camp base per a caçadors. L'observació d’ocells també és una activitat habitual a baixes altituds. Kīpuka Puʻu Huluhulu és un famós lloc que va aparèixer en un vessant del volcà després que un fluix de lava va aïllar una part de bosc posada en un promontori.

## Clima
El cim del Mauna Kea té un clima alpí. A causa de la influència de la latitud tropical, els moviments de temperatura són molt baixos malgrat l'levació. Les gelades són habituals durant tot l'any, però, malgrat l'elevació, cap mes es troba gairebé per sota de la congelació en termes de màximes, tot i que el mes de març gairebé cau per sota dels 0 ° C.
De desembre a febrer, el sòl damunt dels 3.700 metres és sovint tapat per neu, variant de pocs centímetres a diversos metres de profunditat. La neu pot caure de 3.400 metres a 3.700 metres i més baix depenen del mes, però ocorre més sovint entre octubre a d'abril als primers dies de maig.
| Paràmetres climàtics mitjans de Observatori de Mauna Kea, elevació: 4.206 m | Paràmetres climàtics mitjans de Observatori de Mauna Kea, elevació: 4.206 m | Paràmetres climàtics mitjans de Observatori de Mauna Kea, elevació: 4.206 m | Paràmetres climàtics mitjans de Observatori de Mauna Kea, elevació: 4.206 m | Paràmetres climàtics mitjans de Observatori de Mauna Kea, elevació: 4.206 m | Paràmetres climàtics mitjans de Observatori de Mauna Kea, elevació: 4.206 m | Paràmetres climàtics mitjans de Observatori de Mauna Kea, elevació: 4.206 m | Paràmetres climàtics mitjans de Observatori de Mauna Kea, elevació: 4.206 m | Paràmetres climàtics mitjans de Observatori de Mauna Kea, elevació: 4.206 m | Paràmetres climàtics mitjans de Observatori de Mauna Kea, elevació: 4.206 m | Paràmetres climàtics mitjans de Observatori de Mauna Kea, elevació: 4.206 m | Paràmetres climàtics mitjans de Observatori de Mauna Kea, elevació: 4.206 m | Paràmetres climàtics mitjans de Observatori de Mauna Kea, elevació: 4.206 m | Paràmetres climàtics mitjans de Observatori de Mauna Kea, elevació: 4.206 m |
| Mes                                                                         | Gen.                                                                        | Feb.                                                                        | Mar.                                                                        | Abr.                                                                        | Mai.                                                                        | Jun.                                                                        | Jul.                                                                        | Ago.                                                                        | Set.                                                                        | Oct.                                                                        | Nov.                                                                        | Des.                                                                        | Anual                                                                       |
| --------------------------------------------------------------------------- | --------------------------------------------------------------------------- | --------------------------------------------------------------------------- | --------------------------------------------------------------------------- | --------------------------------------------------------------------------- | --------------------------------------------------------------------------- | --------------------------------------------------------------------------- | --------------------------------------------------------------------------- | --------------------------------------------------------------------------- | --------------------------------------------------------------------------- | --------------------------------------------------------------------------- | --------------------------------------------------------------------------- | --------------------------------------------------------------------------- | --------------------------------------------------------------------------- |
| Temperatura màxima registrada °C (°F)                                       | 12,78 (55)                                                                  | 13,33 (56)                                                                  | 12,22 (54)                                                                  | 12,78 (55)                                                                  | 15 (59)                                                                     | 14,44 (58)                                                                  | 23,89 (75)                                                                  | 13,89 (57)                                                                  | 15,56 (60)                                                                  | 15 (59)                                                                     | 12,22 (54)                                                                  | 12,78 (55)                                                                  | 23,89 (75)                                                                  |
| Temperatura mínima registrada °C (°F)                                       | −7,22 (19)                                                                  | −11,11 (12)                                                                 | −7,78 (18)                                                                  | −7,78 (18)                                                                  | −11,11 (12)                                                                 | −5 (23)                                                                     | −5,56 (22)                                                                  | −8,33 (17)                                                                  | −5 (23)                                                                     | −6,67 (20)                                                                  | −6,67 (20)                                                                  | −8,33 (17)                                                                  | −11,11 (12)                                                                 |
| Temperatura diària màxima °C (°F)                                           | 5,56 (42)                                                                   | 5,83 (42,5)                                                                 | 4,61 (40,3)                                                                 | 5,22 (41,4)                                                                 | 8,61 (47,5)                                                                 | 9,61 (49,3)                                                                 | 10,5 (50,9)                                                                 | 9,94 (49,9)                                                                 | 10,27 (50,5)                                                                | 6,56 (43,8)                                                                 | 7,27 (45,1)                                                                 | 5,94 (42,7)                                                                 | 7,78 (46)                                                                   |
| Temperatura diària mínima °C (°F)                                           | −3,16 (26,3)                                                                | −3,28 (26,1)                                                                | −3,94 (24,9)                                                                | −3,22 (26,2)                                                                | −1,67 (29)                                                                  | −1,44 (29,4)                                                                | −0,94 (30,3)                                                                | −0,61 (30,9)                                                                | −0,38 (31,3)                                                                | −1,38 (29,5)                                                                | −2,33 (27,8)                                                                | −2,44 (27,6)                                                                | −2 (28,4)                                                                   |
| Precipitació total mm (polzades)                                            | 0,81 (0)                                                                    | 0,24 (0)                                                                    | 1,05 (0)                                                                    | 0,50 (0)                                                                    | 0,92 (0)                                                                    | 0,14 (0)                                                                    | 0,29 (0)                                                                    | 0,50 (0)                                                                    | 0,51 (0)                                                                    | 0,58 (0)                                                                    | 1,04 (0)                                                                    | 0,52 (0)                                                                    | 7,36 (0,3)                                                                  |
| Font: Western Regional Climate Center Novembre del 2010                     |                                                                             |                                                                             |                                                                             |                                                                             |                                                                             |                                                                             |                                                                             |                                                                             |                                                                             |                                                                             |                                                                             |                                                                             |                                                                             |

## Recreació

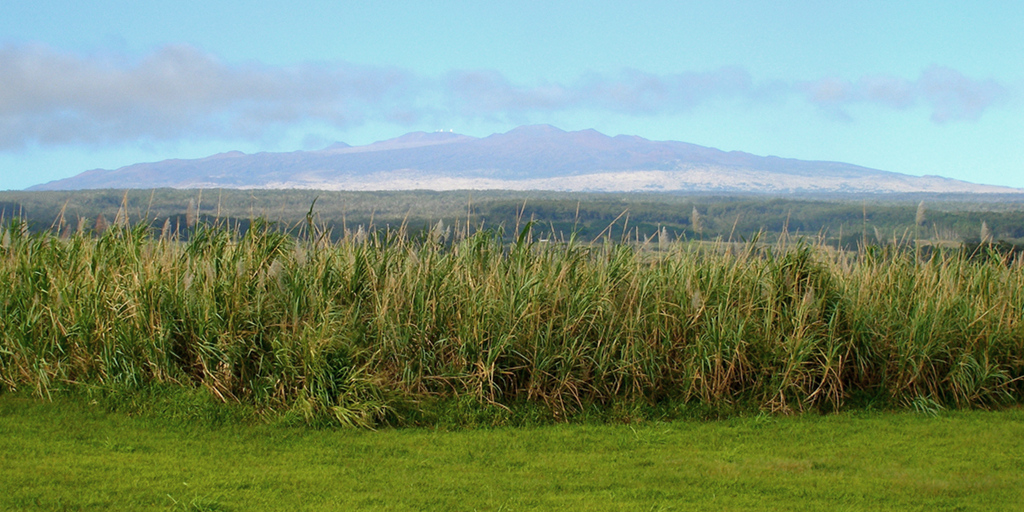
El Mauna Kea des de la Saddle Road, prop de Hilo.

La costa del Mauna Kea està dominada per la costa d'Hamakua, una àrea de terreny accidentat creat per freqüents baixades i esllavissades al costat del volcà. L’àrea inclou diversos parcs d’esbarjo, inclosos l'àrea recreativa de l'estat de Kalopa, el parc estatal del riu Wailuku i el parc estatal de les cascades d’Akaka.
Hi ha més de 3.000 caçadors registrats a l'illa de Hawaii, i la caça, tant per a esbarjo com per a sosteniment, és una activitat habitual al Mauna Kea. S'utilitza un programa de caça públic per controlar el nombre d'animals introduïts, com ara porcs, ovelles, cabres, gall dindi, faisans i guatlles. L'Àrea d’esbarjo de l'estat del Mauna Kea funciona com a camp base per a l'esport. L'observació d’aus també és habitual a cotes més baixes al volcà. Un lloc popular és Kīpuka Pu'u Huluhulu, un lloc a un kipuka del Mauna Kea que es va formar quan lava fluida va aïllar el bosc en un turó.

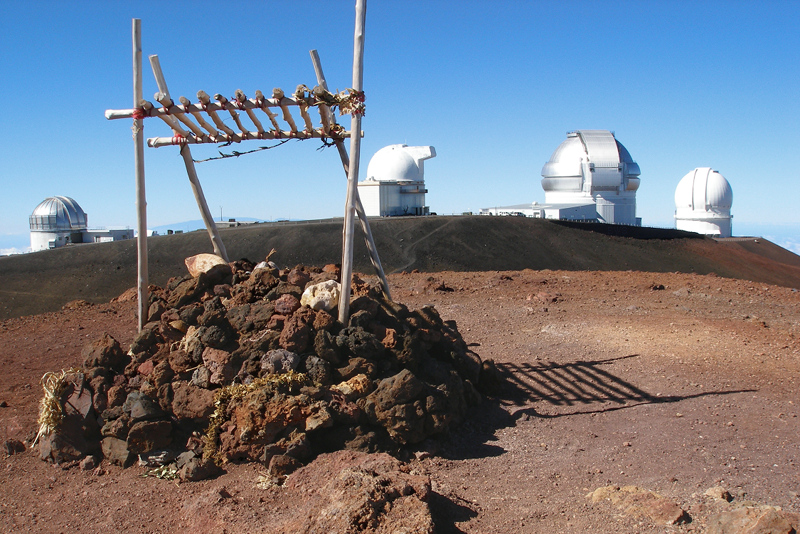
Quatre observatoris del cim (d'esquerra a dreta): UKIRT, UH88, Gemini North i CFHT

La gran alçada del Mauna Kea i el pendent dels seus flancs ofereixen una millor vista i una caminada més curta que la contigua al Mauna Loa. L’alçada amb el seu risc de malaltia d’altitud, preocupacions meteorològiques, grau de carretera abrupte i inaccessibilitat general fan que el volcà sigui perillós i els desplaçaments al cim. Fins a la construcció de carreteres a mitjans del segle xx, només el resistent va visitar els vessants superiors del Mauna Kea; els caçadors rastrejaven animals de caça i els excursionistes viatjaven per la muntanya. Aquests viatgers van utilitzar cabines de pedra construïdes pel cos civil de conservació a la dècada de 1930 com a campaments de base, i és a partir d’aquestes instal·lacions que deriva el modern complex de suport del telescopi Onizuka, centre de nivell mitjà per a l’astronomia internacional. El primer camí al cim del Mauna Kea es va construir el 1964, fent que el cim sigui accessible per a més gent.
A principis del segle XXI hi ha diverses rutes de senderisme, entre les quals el Trail de Mauna Kea, i el 2007 més de 100.000 turistes i 32.000 vehicles anaven cada any a l'Estació d'Informació de Visitants (VIS) contigua al Centre Onizuka d'Astronomia Internacional. La carretera d'accés de Mauna Kea està asfaltada fins al centre, a 2.804 m. Un estudi va concloure que al voltant d’un terç dels visitants i dos terços dels astrònoms professionals que treballen a la muntanya han tingut símptomes de malaltia d’altitud aguda; Als visitants que pugen pels flancs del volcà se'ls recomana aturar-se almenys mitja hora i si pot ser més temps al centre de visitants per aclimatar-se a l'altura. Es recomana fer servir un vehicle de tracció a les quatre rodes per conduir fins a la part superior. Els frens sovint s’escalfen a la baixada i no hi ha combustible disponible a Mauna Kea. A la VIS se celebra el programa gratuït Star Gazing cada nit de 18 a 22 hores. Entre 5.000 i 6.000 persones visiten cada any el cim de Mauna Kea, i per ajudar a garantir la seguretat i protegir la integritat de la muntanya, el 2001 es va implementar un programa de guardaboscs.

## Galeria

Mapa de l’època dels estrats de l’illa.